# Sanaâ Mssoudy
Sanaâ Mssoudy (in arabo سناء مسعودي‎?; Casablanca, 30 dicembre 1999) è una calciatrice marocchina, attaccante del FAR Rabat e della nazionale marocchina.

## Carriera

### Club
Mssoudy gioca nella squadra di calcio femminile della società polisportiva Association Sportive des Forces Armées Royales. Nel novembre 2021 ha partecipato alla fase finale dell'edizione inaugurale della CAF Women's Champions League, disputata in Egitto. Il 7 novembre 2021 è diventata la prima giocatrice nella storia della competizione a segnare una tripletta, nell'incontro vinto 3-0 sulle nigeriane del Rivers Angels.

## Palmarès
- Campionato marocchino femminile: 4

FAR Rabat: 2019, 2020, 2021, 2022
- Coppa del Marocco femminile: 2

FAR Rabat: 2019, 2020